# Gerhard Rupp
Gerhard Rupp (* 11. Februar 1978 in Klagenfurt am Wörthersee) ist ein österreichischer Politiker (SPÖ). Er war von 2005 bis 2010 Abgeordneter zum Steiermärkischen Landtag.
Gerhard Rupp begann seine politische Karriere als Mitglied der Sozialistischen Jugend Graz deren Vorsitzender er 2001 wurde. Von 2000 bis 2001 war er Geschäftsführer des Grazer VSStÖ und zog 2000 auch als Mandatar in die Universitätsvertretung der Österreichischen Hochschülerschaft Graz und in die Fakultätsvertretung Rechtswissenschaften ein. Er wurde schließlich stellvertretender Vorsitzender der Fakultätsvertretung Rechtswissenschaften und in weiterer Folge stellvertretender Vorsitzender der Österreichischen Hochschülerschaft an der Universität Graz. Von 2002 bis Juni 2010 war er Vorsitzender der SPÖ Bildung Graz. 2004 beendete er sein Studium der Rechtswissenschaften und begann seine berufliche Karriere nach kurzer selbständiger Tätigkeit im Magistrat Graz.
Rupp ist beruflich als Beamter im Amt der Steiermärkischen Landesregierung beschäftigt und lebt in Graz Umgebung. Er war  von 2005 bis 2010 als Abgeordneter im Steiermärkischen Landtag aktiv. Von 2019 bis 2024 wirkte er als Gemeinderat in der Marktgemeinde Vasoldsberg.
Seit 2013 ist Gerhard Rupp Landespersonalvertreter im Amt der Steiermärkischen Landesregierung und arbeitet seit 2013 in der FSG in der Gewerkschaft Öffentlicher Dienst mit.
Seit 2018 wirkt er als Vorsitzender der FSG-GÖD Steiermark und ist stellvertretender Vorsitzender der Gewerkschaft Öffentlicher Dienst Steiermark.